# Tertrema
Tertrema is een geslacht van uitgestorven trematosauride Temnospondyli binnen de familie Trematosauridae.
Het geslacht werd in 1914/1915 benoemd door Carl Wiman. De typesoort is Tertrema acuta. De geslachtsnaam betekent de 'drievoudig doorboorde' in het Grieks. De soortaanduiding betekent 'de scherpe' in het Latijn. Omdat trema onzijdig is, had de soortaanduiding acutum moeten luiden. Dit is nog niet geëmendeerd.
Het holotype is PMU 24148, de rechte randen van een snuit zijn gevonden op de hellingen van Mount Sticky Keep op Spitsbergen. Het is gevonden in een laag van de Vikinghogdaformatie die dateert uit het Olenekien. Later zijn nog wat schedelbotten en delen van de schoudergordel toegewezen.